# Preuseville
Preuseville é uma comuna francesa na região administrativa da Normandia, no departamento de Sena Marítimo. Estende-se por uma área de 8,89 km². Em 2010 a comuna tinha 146 habitantes (densidade: 16,4 hab./km²).